# Australia World Cup
De Australia World Cup is een voormalige eendaagse wielerwedstrijd voor vrouwen die eind februari, begin maart werd verreden. De wedstrijd werd voor het eerst in 1998 georganiseerd en maakte sindsdien deel uit van de strijd om de UCI Women's Road World Cup. De koers werd aanvankelijk gehouden in Sydney (1998), vervolgens in Canberra (1999-2001), toen in Snowy Mountains (2002), en tot slot in Geelong (2003-2008).

## Erepodium
| Jaar | 1e                   | 2e                | 3e                      |
| ---- | -------------------- | ----------------- | ----------------------- |
| 1998 | Dede Barry           | Pamela Schuster   | Elizabeth Tadich        |
| 1999 | Anna Millward        | Hanka Kupfernagel | Sarah Symington         |
| 2000 | Anna Millward        | Mirella van Melis | Mirjam Melchers         |
| 2001 | Anna Millward        | Mirjam Melchers   | Rochelle Gilmore        |
| 2002 | Petra Rossner        | Rochelle Gilmore  | Mirjam Melchers         |
| 2003 | Sara Carrigan        | Katie Mactier     | Judith Arndt            |
| 2004 | Oenone Wood          | Petra Rossner     | Miho Oki                |
| 2005 | Rochelle Gilmore     | Oenone Wood       | Katherine Bates         |
| 2006 | Ina-Yoko Teutenberg  | Miho Oki          | Katherine Bates         |
| 2007 | Nicole Cooke         | Oenone Wood       | Nikki Egyed-Butterfield |
| 2008 | Katheryn Curi-Mattis | Emma Rickards     | Ina-Yoko Teutenberg     |